# Carbon Copy
Pour plus de détails, voir Fiche technique et Distribution.
Carbon Copy est un film américain de Michael Schultz sorti en 1981.

## Synopsis
Alors qu'il a perdu travail, maison et famille, un homme d'affaires découvre qu'il est le père d'un adolescent noir.

## Fiche technique
- Titre : Carbon Copy
- Réalisation : Michael Schultz
- Scénario : Stanley Shapiro
- Photographie : Fred J. Koenekamp
- Genre : Comédie
- Pays :  États-Unis,  Royaume-Uni
- Année : 1981
- Durée : 92 minutes
- Date de sortie en salles : 25 septembre 1981 (États-Unis)
- Affiche : Macario Gómez Quibus (Espagne)

## Distribution
- George Segal : Walter Whitney
- Susan Saint James : Vivian Whitney
- Jack Warden : Nelson Longhurst
- Dick Martin : Victor Bard
- Denzel Washington : Roger Porter
- Paul Winfield : Bob Garvey
- Macon McCalman : Tubby Wederholt
- Tom Poston : Révérend Hayworth